# Antonio Palau y Verdera
Antonio Palau y Verdera (o Antonio Paláu i Verdera) (23 de febrero de 1734, Blanes-6 de mayo de 1793) fue un naturalista, médico y botánico español.

## Biografía
Trabajó por largos años en el Real Jardín Botánico de Madrid. Fue uno de los impulsores en España de la instauración del método clasificatorio de Carlos Linneo. Debe resaltarse que su traducción de Linneo fue enriquecida con los nombres vulgares y las localidades españolas de muchísimas plantas.
Participó en el enriquecimiento de la obra Flora Aragonesa de su discípulo Jordán de Asso.

## Obra
- 1778. Explicación de la filosofía y fundamentos botánicos de Linneo. Madrid.

- 1784-1788. Parte práctica de Botánica: Parte práctica de botánica del caballero Carlos Linneo que comprehende.... Ocho v. de la traducción de Species plantarum de Linneo

- Gómez Ortega, Casimiro & Palau y Verdera, Antonio. 1785. Curso elemental de Botánica teórico y práctica, dispuesto para la enseñanza del Real Jardín Botánico de Madrid. Madrid, Imprenta Real. (1788)

- Descripción histórica de la planta que Leonardo Fuchsio llama «Seriphium Absintium», artículo que publicó en unión de Gómez Ortega en el Memorial Literario de Madrid (abril de 1787).

- Monografía sobre la planta Authoxauthum o Flor de flores. Descripción de la planta que llama Lysimachin el padre fray Santiago de San Antonio. Descripción del «Dracocephalum canariense» (1784), en colaboración esta última con el citado Gómez Ortega, etc.

- La abreviatura «Palau» se emplea para indicar a Antonio Palau y Verdera como autoridad en la descripción y clasificación científica de los vegetales.[4]
- La abreviatura «Paláu» se emplea para indicar a Antonio Palau y Verdera como autoridad en la descripción y clasificación científica de los vegetales.[5]